# Nikolaus Obermauer
Nikolaus Obermauer (ur. 11 grudnia 1920, zm. 21 stycznia 2001 w Kolonii) – niemiecki bokser kategorii muszej, wicemistrz Europy.
Zdobywca srebrnego medalu w Mistrzostwach Europy w Dublinie 1939 roku, gdzie przegrał swój finałowy pojedynek w walce o mistrzowski tytuł.
Zdobywca czterech tytułów mistrza Niemiec, w 1938, 1940, 1941 i 1943, oraz wicemistrza kraju w 1948 roku.